# Radziejewa (przystanek kolejowy)
Radziejewa (biał. Радзеева; ros. Радеево) – przystanek kolejowy w pobliżu miejscowości Radziejewa, w rejonie budzkim, w obwodzie homelskim, na Białorusi. Położony jest na linii Homel - Żłobin - Mińsk.